# Halieutiques (Ovide)
Pour les articles homonymes, voir Halieutique (homonymie).
Les Halieutiques (en latin Halieutica) est un poème didactique consacré à l'art de la pêche. Il est traditionnellement attribué à Ovide, dont il s'agirait de la dernière œuvre, composée lors de son exil à Tomis (entre 8 et 18 apr. J.-C.).
Longtemps considéré comme perdu, le poème a été redécouvert par Jacopo Sannazaro au début du XVIe siècle dans un manuscrit du IXe siècle, le Vindobonensis 277, qui préserve 135 hexamètres de l'œuvre.